# كيك (فرقة موسيقية)
كيك (بالإنجليزية: CAKE)‏ هي فرقة روك بديل أمريكيَّة من مدينة ساكرامنتو بولاية كاليفورنيا. تتألف من المغني جون مكريا، وعازف الترومبت فينس ديفيور، وعازف الغيتار شان مكوردي، وعازف غيتار البيس دانيال مكالوم، وقارع الطبول تود روبر. اشتهرت الفرقة بكلمات الأغاني التهكمية من تأليف مكريا، بالإضافة إلى نمط غنائه الرتيب. كما اشتهرت الفرقة بإظهارهم مجموعة واسعة من التأثيرات الموسيقيَّة المتنوعة من ضمنها موسيقى الكانتري، والروك، والفانك، والمارياتشي، والموسيقى الشعبيَّة الإيرانيَّة، وموسيقى الهيب هوب.
يعود تاريخ تشكيل الفرقة إلى عام 1991 باجتماع كل من مكريا، وديفيور، وغريغ براون (على الغيتار)، وفرانك فرينش (على الطبول)، وشون ميكفيزل (على البيس) الذين ترك بعدها الفرقة واستبدل بغيب نيلسون. وقَّعت الفرقة عقدًا مع شركة تسجيلات كابريكورن في عام 1995 بعد إصدارهم لألبومهم الأول «موتركيد أوف جينراستي»، لتعلن الفرقة عن إصدار أولى أغانيها المفردة «روك أن رول لايفستايل» التي وصلت إلى المرتبة الخامسة والثلاثون على لائحة مبيعات موسيقى الروك الحديثة. وهذا فضلًا عن ظهورها على برنامج 120 دقيقة على محطة إم تي في. خرج بعدها فرينش ونيلسون من الفرقة، واُستبدلوا بتود روبر وفيكتور دامياني. حقق ألبوم الفرقة الثاني تحت عنوان «فاشن ناغيت» الذي صدر في عام 1996 مبيعات ضمن الفئة البلاتينيَّة على أثر النجاح الذي حققته الأغنية المفردة الرئيسيَّة الصادرة من الألبوم «ذا ديستنس». أعلن كل من براون ودامياني عن خروجهم من الفرقة عقب إكمال الأخيرة لجولة حفلات موسيقيَّة في الولايات المتحدة والقارة الأوروبيَّة. كان من شأن هذا إعلان أن قاد إلى التكهن حيال مستقبل الفرقة حتى ضم مكريا عازف الغيتار شان مكرودي وأقنع نيلسون بالعودة.
أصدرت الفرقة ألبومها الثالث تحت عنوان «برولونغنغ ذا ماجيك» عام 1998. بلغت مبيعات الألبوم أكثر من مليون وحدة ما جعله يدخل ضمن الفئة البلاتينيَّة. تبع ذلك إصدار الفرقة لألبومها الرابع بعد ثلاثة سنوات تحت عنوان «كومفورت إيغل» وهو أول ألبوم تصدره الفرقة بعد توقيعها على عقد مع شركة تسجيلات كولومبيا. صدر عن هذا الألبوم الأغنية المفردة «شورت سكيرت/لونغ جاكيت» التي وصلت إلى المرتبة السابعة على لوائح مبيعات موسيقى الروك الحديثة. أصدرت الفرقة ألبومها «بريشر تشيف» عام 2004 بعد سلسلة من الجولات الموسيقيَّة. كان هذا الألبوم ثاني وآخر ألبوم تصدره كيك مع شركة تسجيلات كولومبيا. أصدرت الفرقة ألبومًا جديدًا تحت عنوان «شورووم أوف كومبارسون» عام 2011 بعد إنشاءها لشركة تسجيلاتها الخاصة أبيت ريكوردز. أصبح هذا الألبوم أول ألبوم يظهر اسمه على لوائح ترتيب مبيعات مجلة بيلبورد بعدما بلغت مبيعاته 44 ألف وحدة خلال الأسبوع الأول من صدوره.

## تاريخها

### التشكيل والألبوم الأول (1991–1996)
تشكلت فرقة كيك عام 1991 بعد انتقال جون مكريا وهو شاب من مواليد مدينة ساكرامنتو الكاليفورنيَّة إلى لوس أنجلوس مع فرقة ما لبث لها أن تفككت ما دفعه للعودة إلى ساكرامنتو. بدأ مكريا بالبحث عن فرقة جديدة حتى يعزف معها وهذا بعد تململه من العزف في مقاهي المدينة. سرعان ما انضم إليه كل من عازف الترومبيت فينس ديفيور، وعازف الغيتار غريغ براون، وعازف البيس شون ميكفيزل، وقارع الطبول فرانك فرينش. كان جميع هؤلاء العازفين الشباب نشطين في المشهد الموسيقي للمدينة آنذاك. يذكر ديفيور كيف جمعهم مكريا في فرقة واحدة وحرم الفرق الأخرى منهم. سرعان ما اتخذت الفرقة من «كيك» اسمًا لها في إشارة إلى صنف الحلويات. وكان المقصود من الاسم هو الإشارة إلى أمر «يغدو بدهاء جزءًا من حياة الشخص» على حد وصف الفرقة. سرعان ما ترك ميكفيزل الفرقة للذهاب للجامعة ليحل مكانه غيب نيلسون. قامت الفرقة بتسجيل وإصدار أول ألبوم لها بصورة مستقلة عام 1994 الذي حمل عنوان «موتركيد أوف جينراستي». جاء هذا الإصدار بعدما عزفت كيك في عدة أماكن وما رافقه من انخراطها في مشهد النوادي بسان فرانسيسكو. كانت الفرقة تبيع نسخًا من شاحنتهم لتحمل مصاريف التجوال الموسيقي.
ذكرت بولس! الألبوم من بين ما اعتبرته المجلة أفضل ألبومات الإندي خلال ذاك العام. وافق بوني سايمونز على إدارة الفرقة بعد حفلة قامت بها الفرقة في سان فرانسيسكو. وقد قادهم هذا لتوقيع عقد مع شركة تسجيلات كايبكورن التي أعادت إصدار الألبوم في الأسواق من جديد عام 1995. بلغت الأغنية المفردة التي حملت اسم «روك أن رول لايفستايل» إلى المرتبة الخامسة والثلاثون على لوائح مبيعات موسيقى الروك الحديثة وظهرت على برنامج «120 دقيقة» على محطة إم تي في. كانت ردود فعل النقّاد تجاه الألبوم إيجابية إلى حد كبير. أشاد ستيفن تومبسون من صحيفة ويسكونسن ستيت جورنال بكلمات الأغاني والعزف والإنتاج الموسيقي المبتكر. امتدح توماس كونر الألبوم على سلاسته. في حين أشار مات وايتز إلى الفكاهة الساخرة الذي تحويه أغاني الألبوم. ترشح الألبوم إلى جائزة بامي.
كان من شأن توقيع الفرقة لعقد مع شركة تسجيلات كابيكورن وما رافقه من إعادة إصدار الألبوم أن دفع كلًا من فرينش ونيلسون إلى ترك الفرقة بسبب عدم رغبتهم القيام بجولات موسيقيَّة على مستوى كامل البلاد. حل محلهما كلًا من تود روبر وفيكتور دامياني على التوالي.

### «فاشن ناغيت» (1996–1998)
أصدرت كيك ثاني ألبوم في مسيرتها الموسيقية تحت عنوان «فاشن ناغيت» بتاريخ 17 سبتمبر عام 1996. أنتجت الفرقة الألبوم بنفسها مثل ألبومهم الأول وأصدرته إلى شركة تسجيلات كابيكورن. اعتبرت الفرقة القيمة الإنتاجيَّة للألبوم أعلى من الألبوم الأول رغم وصف صوته بالخامي. كانت ردود فعل النقَّاد إيجابيَّة بصورة عامة حيث أشار النقَّاد إلى توسيع آفاق الفرقة. أشار جوشوا غرين إلى هذا الأمر ممتدحًا تنوع مواضيع أغانيه بالمقارنة من ألبومهم الأول. كما أشاد مات وايتز إلى تأثيرات الهيب هوب والسول الإيقاعيّة للألبوم. أصبحت الأغنية المفردة التي حملت عنوان «ذا دستنس» من تأليف غريغ براون أكثر أغاني الفرقة نجاحًا وأوسعها انتشارًا. وصلت الأغنية إلى المرتبة الخامسة على لائحة مبيعات موسيقى الروك الحديثة.
دخل ألبوم «فاشن ناغت» ضمن فئة المبيعات الذهبيَّة بتاريخ 9 ديسمبر عام 1996، وتجاوزها ليدخل تحت تصنيف الفئة البلاتينيَّة بتاريخ 10 أبريل عام 1997. جاء هذا على خلفية النجاح الذي حققته أول أغنية مفردة صدرت من الألبوم «ذا دستنس». كانت الأغنية المفردة الثانية الصادرة عنه أداء لأغنية «آي وِل سرفايف» لفريدي بيرن ودينو فيكارس. بلغت هذه الأغنية المرتبة الثامنة والثلاثون على لائحة مبيعات موسيقى الروك الحديثة. اعتبرت الفرقة الأغنية محاولة جديَّة على وجه المقارنة مع الأغنية الأصليَّة حيث كانت الفرقة تؤديها على مدى سنين في عروضهم الحيَّة. اعتبرت المغنية الأصليَّة غلوريا غاينور هذه النسخة أقل نسخ الأغنية تفضيلًا بسبب استعمالها ألفاظًا نابيَّة. قامت الفرقة بعد صدور «فاشن ناغيت» بإقامة عروض موسيقيَّة ضمن الولايات المتحدة شملت مدنًا مثل تولسا، وشيكاغو، وسولت ليك سيتي، ولوس أنجلوس، وسان أنطونيو، ودالاس. كما قامت الفرقة فيما بعد بجولة موسيقيَّة في المملكة المتحدة كفرقة مساندة لفرقة كاونتغ كروز ليعزفوا عروضهم الموسيقيَّة الخاصة إلى جانب الجولة الرئيسيَّة في منشآت عدة. كما سافرت الفرقة للعزف في اليابان. ألغيت جولة أمريكيَّة لاحقة للفرقة كان من المقرر لها الانطلاق من مينيابوليس في شهر يونيو من عام 1997 بعد تشخيص مكريا بالإرهاق الشديد. واصلت الفرقة تجوالها الموسيقي بعد تعافي مكريا حيث عزفوا في مهرجان بيغ ستينك الموسيقي الذي يُقام بمدينة فانكوفر بولاية واشنطن، ومهرجان جايهوك الموسيقي الذي يُقام في مدينة لورنس بولاية كانساس.
تغيرت عضويات الفرقة في عام 1997 حيث أعلن كل من عازف البيس فيكتور دامياني، وعازف الغيتار غريغ براون خروجهما من الفرقة مما دفع إلى التكهن حيال مستقبل الفرقة. حتى أن مكريا قال بأنَّه فكر في حل الفرقة مشيرًا إلى الانسجام الموسيقي الذي كان حاصلًا بين أعضاء الفرقة واعتبر مغادرة الاثنين وبالأخص براون «أكثر الأشياء غباءً في العالم» على حد وصفه. شكَّل براون ودامياني فرقة موسيقى الموجة الجديدة «ديثراي» ليحل محلهما شان مكوردي وغيب نيلسون الذي أقنعه مكريا بالرجوع إلى الفرقة.

### «برولونغينغ ذا ماجيك» (1998–2001)
شعر مكريا بحرية التجريب الموسيقي خلال العمل على مشروع الألبوم التالي بعد خروج براون ودامياني من الفرقة. أصدرت كيك ألبومها الثالث تحت اسم «برولونغينغ ذا ماجيك» عام 1998. ألَّف مكراي وأنتج جميع أغاني الألبوم. كان نمط عزف الآلات في هذا الألبوم أكثر حيويَّة ولوحظ إضافة تأثيرات تجريبية أخرى أضفت طابعًا إضافيًا على صوته. ذكر مكريا أنَّه تعمد اتباع نهج تأليفي دون الرجوع إلى الغيتار كآلة رئيسيَّة. أشارت مجلة ميوزيك ويك إلى النمط غير التقليدي للألبوم. في حين أشار ثور كريستنسن إلى روح دعابته المشابه لإصدارات الفرقة السابقة. أمّا النقَّاد الآخرون فكانوا أكثر سلبيَّة في آرائهم. اعتبر مايك باتيندن أن الألبوم مؤشر على فشل الفرقة وأن نجاحها السابق كانت أمرًا غير قابل للتكرار. وصل الألبوم إلى المرتبة الثالثة والثلاثون على لائحة بيلبورد 200 لمبيعات الألبومات. اعتبرته صحيفة كولومبيان ثاني أفضل ألبوم صدر في عام 1998. دخل الألبوم ضمن الفئة البلاتينيَّة بعد تجاوز مبيعاته المليون وحدة.
وصلت أول أغنية مفردة من الألبوم التي حملت اسم «نيفر ذير» المرتبة الأولى على لائحة مبيعات موسيقى الروك الحديثة التي تنشرها بيلبورد. وبعده تبعها إصدار أغنية مفردة ثانية «ليت مي غو» في عام 1999، كان لها أن وصلت للمرتبة الثلاثين على نفس اللائحة. قامت الفرقة بجولة موسيقيَّة في الولايات المتحدة بعد صدور الألبوم. عزفت كيك في عدة مدن كان منها سان دييغو ولوس أنجلوس. أُعلن عن التأجيل المؤقت والاضطراري لجولة أخرى بأوروبا في شهر مارس بعدما كسر مكريا إحدى عظام يده خلال نقله للأثاث. أدى هذا كذلك إلى تأجيل صدور الألبوم في أوروبا. صدر الألبوم وافتتحت الجولة الأوروبيَّة في منتصف شهر أبريل. كان من بين المدن الأمريكيَّة التي عزفت فيها الفرقة خلال هذه الفترة كل من شيكاغو، وسانت لويس، وتورونتو. أصدرت الفرقة أغنية مفردة ثالثة ترويجًا للألبوم حملت اسم «شيب غو تو هيفن» عام 2001.

### «كومفورت إيغل» (2001–2004)
وقَّعت الفرقة عقدًا مع شركة تسجيلات كولومبيا لإصدار ألبومهم الرابع الذي حمل عنوان «كومفورت إيغل». كان هذا الألبوم من تأليف وتوزيع الفرقة. سُجِّل الألبوم في كل من استديوهات بارادايس بساكرامنتو واستيدوهات شارع هايد بسان فرانسيسكو. ترك قارع الطبول تود روبر الفرقة بعد انتهاء التسجيل بسبب ضيق الوقت عليه وعدم التفرغ للعزف في الجولات المسهبة، فضلًا عن التزاماته تجاه طفليه غريفين وبيلا. حل مكانه بيت مكنيل. سبق نزول الألبوم في الأسواق صدور أول أغنية مفردة منه التي حملت اسم «شورت سكيرت/لونغ جاكيت» التي كانت شبيهة بحكاية حول العلاقة بين الرخاء والازدهار السكاني. صاحب الأغنية فيديو مصوَّر بنظام DV من إخراج مكريا. يظهر في الفيديو أناس من عامة الناس يبدون آرائهم إزاء الأغنية وهم يستمعون إليها. وصلت «شورت سكيرت/لونغ جاكيت» إلى المرتبة الثانية على إحدى لوائح مبيعات أغاني الروك في كندا. في حين حلَّت في المركز السابع على لائحة مبيعات موسيقى الروك الحديثة التي تنشرها بيلبورد. أصبح الفيديو من بين أكثر الأغاني التي طلب المشاهدين عرشها على محطة إم تي في. صنَّف كتَّاب مجلة بيلبورد الفيديو في المرتبة الخامسة على قائمتهم لأفضل فيديوهات الموسيقى المصورة لعام 2001.
صدر الألبوم بتاريخ 24 يوليو عام 2001. ولاقى ردود فعل اتسمت بالإيجاب. اعتبر مايكل كلارك الألبوم كأفضل ما قدمته الفرقة. في حين اعتبرت مراجعة أخرى أغاني ألبوم من بين أفضل ما قدمته الفرقة في مسيرتها، وأشادت بتوسيع مكريا لذخيرته الغنائيَّة. أشار جيمس مونتغومري بالتغير في الأسلوب الموسيقي للفرقة رغم بقاء بعض الثوابت النمطيَّة. سجَّل هذا الألبوم مبيعات بلغت نحو 22 ألف نسخة خلال الأسبوع الأول من صدوره، ليكون أعلى رقم حققته الفرقة في تاريخها. ودخل تحت الفئة الذهبيَّة من حيث مبيعاته الموثَّقة. عمومًا، فضَّلت الفرقة العزف في عروض صغيرة مثل تلك في منطقة ساكرامنتو حيث عزفوا لجمهور لم يتعدى المئة شخص تقريبًا. ومن الاستثناءات في ذلك عزفهم في مهرجان بمدينة أتلانتا لجمهور ناهز التسعين ألف شخص. أطلقت كيك أول جولة موسيقيَّة كاملة وواسعة النطاق لأجل الترويج للألبوم في شهر سبتمبر حيث عزفت الفرقة عروضًا في كل من الولايات المتحدة وكندا وأوروبا.
صدرت أغنية مفردة ثانية حملت اسم «لوف يو مادلي» في عام 2002، وصاحبها فيديو مصوَّر من إنتاج مكريا. يظهر في الفيديو كل من ديفيور ومكنيل وهما يتنافسان في مسابقة للطهي، ويلعب ريك جيمس، وفيلس ديلر، وجيف سميث دور الحكام فيها. أشادت مجلة بيلبورد بالروح المرحة في الفيديو. كانت الفرقة تخطط للقيام بجولة موسيقيَّة ثانيَّة في أوروبا بعد أدائهم لمجموعة من العروض في الولايات المتحدة. ولكن قررت الفرقة إلغاء هذه الجولة بعد هجمات الحادي عشر من سبتمبر. وعوضًا عن ذلك، ظهرت الفرقة في بث حي من مقرات شركة ياهو! بولاية كاليفورنيا حيث عزفت ما طلبه المعجبون في رسائلهم الإلكترونيَّة. انطلقت الجولة الأمريكيَّة كما مقرر لها حيث عزفت الفرقة في كل من مدينة برمنغهام بولاية ألاباما، ومدينة سانت بيترسبرغ بولاية فلوريدا، وسولت ليك سيتي، ولاس فيغاس. وأعقب هذا عزف كيك في جولة مهرجانيَّة متنقلة وضعتها الفرقة، وشهدت مشاركة فرقة مودست ماوس، وفرقة دي لا سول، وفرقة ذا فليمنغ ليبس. انطلقت جولة أخرى مشابهة في عام 2003 شارك فيها مع كيك كل من فرقة تشيب تريك، وفرقة ذا هاكنسو بويز.

### «بريشر تشيف» والألبوم التجميعي

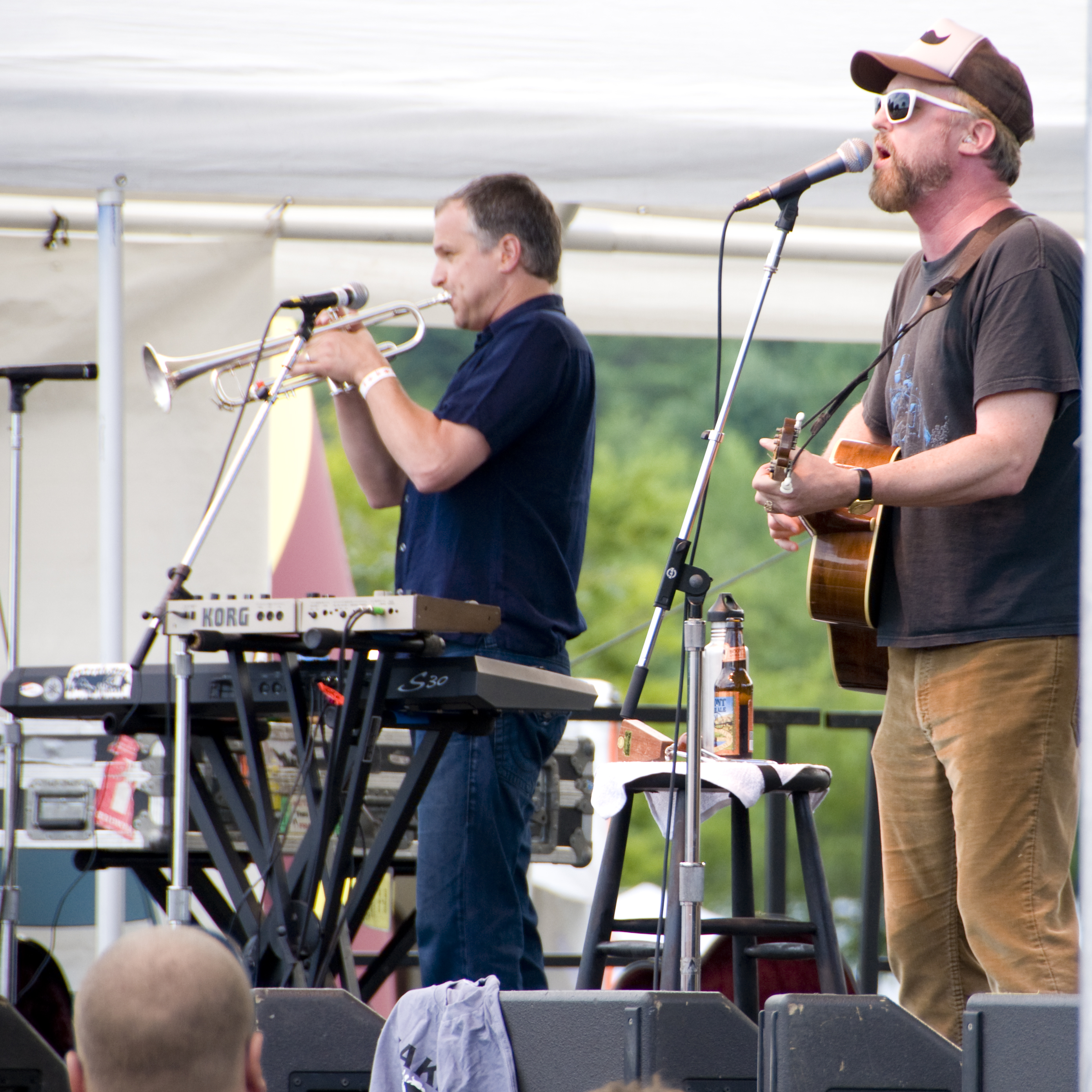
كيك خلال أداء حي عام 2010.

سُجِّل ألبوم الفرقة الخامس الذي حمل عنوان «بريشر تشيف» في منزل بساكرامنتو خلال شهر يونيو من عام 2004. أصدرت الفرقة الألبوم كسابقه من خلال شركة تسجيلات كولومبيا. عزفت الفرقة في مهرجان موسيقي بمدينة أوستن قبل تاريخ نزول الألبوم في الأسواق رسميًا يوم 5 أكتوبر. سبق صدور الألبوم إطلاق أول أغنية منفردة منه حملت اسم «نو فون». وصلت هذه الأغنية إلى المرتبة الثالثة عشر على لائحة مبيعات موسيقى الروك الحديثة التي تنشرها بيلبورد. تتناول الأغنية استخدام أجهزة الهواتف المحمولة بما ينتهك الخصوصيات. أشاد جيرمي ماهاديفان بلحن الأغنية والاستخدام المسهب للسنثسيزر. صدرت أغنية منفردة أخرى حملت اسم «وييلز» ولكن لم تسجل أي رتبة على لوائح المبيعات. أمَّا الألبوم نفسه فقد دخل الأسواق محتلًا المرتبة السابعة عشر على لائحة بيلبورد 200 لمبيعات الألبومات. ظل الألبوم في لوائح المبيعات على مدى سبعة أسابيع متواصلة فقط. كانت ردود فعل النقَّاد تجاه الألبوم متباينة. وهذا رغم اعترافهم بكونه استمرارًا لأعمال الفرقة السابقة مع إشارتهم إلى الاستعمال المتزايد للسنثسيزر. رأى سام سبايز أنَّ النمط التجريبي الذي تميزت به الفرقة كان شبه غائب من هذا الألبوم. وكذلك انتقد غريم هاموند الألبوم لافتقاره لعنصر الحيوية الذي ميَّز ألبوم الفرقة السابق على حد اعتباره.
كانت آراء نقَّاد آخرون أكثر إيجابيَّة حيث اعتبره دوغ إلفمان ألبومًا غريبًا آخر عن السيارات والعلاقات السيئة. في حين أشارت مراجعة أخرى إلى نمط البوب الجذاب يتسم به الألبوم. انطلقت الفرقة في جولة موسيقيَّة ضمن الولايات المتحدة وكندا عقب صدوره شملت عدة مدن كان منها مدينة ألباني بولاية نيويورك، ومونتريال. قامت الفرقة بجولة ثانية في عام 2005 حيث عزفوا إلى جانب فرقة غوميز. أعلنت كيك خلال عزفهم في كاليفورنيا عن فسخ عقدهم مع شركة تسجيلات كولومبيا. تبِعَ هذا ذهاب الفرقة في جولة موسيقيَّة إلى أوروبا وأدائهم بحفلات في أستراليا وجاكرتا. وصاخب هذا ذاهبهم في جولة مشتركة مع فرق أخرى شملت كلًا من فرقة تيغان أند سارا، وفرقة غوغول بورديلو.
أسست الفرقة شركة تسجيلاتها الخاصة أبيت ريكوردز مما مكَّن الفرقة من إطلاق ألبوم تجميعيّ يحوي مجموعة من الأغاني الإضافيَّة المصاحبة للأغاني المنفردة الترويجيَّة التي أطلقتها الفرقة والأغاني التي قلما تُؤدى في العروض الحيَّة. أطلقت كيك هذا الألبوم التجميعي بتاريخ 14 أغسطس عام 2007. أعقب هذا الإصدار سلسلة من الحفلات الموسيقية شملت مدنًا منها العاصمة البريطانيَّة لندن، ومدينة أنكوراج بولاية ألاسكا. كانت رود فعل النقَّاد تجاه الألبوم التجميعي إيجابيَّة على نحو عام. امتدح ديفيد غرانت الألبوم، وعدَّه على نفس مستوى الإصدارات النظاميَّة السابقة للفرقة. أشارت كاثرين لويس من صحيفة واشنطن بوست إلى ذات الأمر، وهذا رغم وجود عدة تسجيلات حيَّة للأغاني كان قد تضمنها هذا الألبوم التجميعي.

### «شورووم أوف كومبارسون» والألبوم السابع (2011–الآن)
سجَّلت الفرقة ألبومًا جديدًا حمل عنوان «شورووم أوف كومبارسون» في عام 2010. وجاء هذا بعد مضي ستة سنين دون إصدار الفرقة لألبوم استديو جديد. نزل الألبوم في الأسواق بتاريخ 11 يناير عام 2011. قامت الفرقة بتشييد استديو يعمل بالطاقة الشمسيَّة في ساكرامنتو استغرق بناؤه خمسة أعوام حتى تسجل الألبوم فيه. وهذة عوضًا عن تسجيله احترافيًا في استديوهات خاصة. أرادت كيك إنتاج الألبوم بأنفسهم هناك. سبق صدور الألبوم في الأسواق إطلاق الأغنية المفردة التي حملت اسم «سيك أوف يو» في شهر سبتمبر من عام 2010. بلغت هذه الأغنية المرتبة الرابعة على لائحة مبيعات الأغاني البديلة التي تنشرها مجلة بيلبورد. تصدر الألبوم المرتبة الأولى على لائحة بيلبورد 200 لمبيعات الألبومات حيث باع أكثر من 44 ألف نسخة خلال الأسبوع الأول من صدوره. أصبح ألبوم «شورووم أوف كومبارسون» أول ألبوم يتربع المرتبة الأولى في تاريخ الفرقة. وكان حينها أقل ألبوم من حيث عدد الوحدات المُباعة يستطيع بلوغ المرتبة الأولى على لائحة بيلبورد 200.
لاقى الألبوم ردود فعل إيجابيَّة عمومًا. اعتبره سكوت بيرغن أحد أفضل ألبوماتهم. كما أشاد جيم فايبر بألحان وكلمات أغاني كيك الجديدة. في حين شعرَ جورج لانغ بأنَّه افتقر لكثير من الأغاني التي حققت للفرقة شعبيتها خلال فترة أواخر التسعينيات. ومن أجل الترويج للألبوم، عزفت الفرقة في برنامج اللية المتأخر مع جيمي فالون، وبرنامج عرض الليلة مع جاي لينو قبل إصدار الأغنية المنفردة الثانية من الألبوم التي حملت اسم «لونغ تايم». تبع هذا انطلاق الفرقة في جولة حفلات موسيقيَّة خلال أشهر الربيع في كل من أمريكا الشماليَّة وأوروبا. اختتمت كيك جولتها هذه بأداء في مدينة تورونتو الكنديَّة يوم 21 مايو.
عزفت كيك في عرض حي على دايركت تي في برعاية مجموعة محال غيتار سنتر، وتبعه مقابلة أجراها مضيف البرنامج نيك هاركورت بتاريخ 26 فبراير عام 2011. نشرت كيك كتيبًا مصورًا يدويًا رافق أغنيتهم التي حملت اسم «باوند أواي» في شهر سبتمبر من عام 2011. بمناسبة يوم متجر الأسطوانات في عام 2014، أطلقت الفرقة في الأسواق صندوقًا من الأسطوانات الفينيليّة تألَّف من ألبومات الاستديو الستة الخاصة بالفرقة مع ألبوم لأغانيهم النادرة وألبوم حيّ جديد. أعلنت الفرقة عن نيتها إصدار ألبوم استديو جديد خلال مطلع عام 2014، ولكن اعترف مكريا لاحقًا في سبتمبر من ذاك العام بأنَّ الفرقة ما زالت لم تباشر عملية تسجيل ألبوم جديد. أعلن كل من عازف البيس غيب نيلسون، وقارع الطبول باولو بالدي خروجهما من الفرقة في خريف 2015. عاد تود روبر للفرقة قارعًا للطبول في صيف عام 2016. عزف كل من دانيال مكالوم، وكيسي ليبكا على البيس خلال أداء الفرقة للعروض الحيَّة منذ عام 2016.
أعلنت كيك عن إطلاق أغنية منفردة رئيسيَّة حملت اسم «سينكينغ شيب» لألبوم سابع جديد. لمَّحت الفرقة كذلك إلى ألبوم جديد في ملف سيرتهم على موقع مهرجان كابو الموسيقي حيث ورد أنَّه من المتوقع صدور ألبوم سابع لهم في أواخر عام 2018. أصدرت الفرقة فيديو مصوَّر مصاحب لأغنية «سينكينغ شيب» بتاريخ 25 أكتوبر عام 2018. وأعلنت كيك أنَّ جميع عائدات هذه الأغنية المفردة ستكون من نصيب منظمة أطباء بلا حدود. اعتبارًا من نوفمبر 2020، لم تتحدث الفرقة عن ألبوم سابع.

## التأثيرات والنمط الموسيقي

شعار كيك الذي يظهر على أغلفة ألبومات الفرقة.

تدمج فرقة كيك في موسيقاها مجموعة واسعة من الألوان والضروب الموسيقيَّة وهذا يشمل كلًا من موسيقى الكانتري، والمارياتشي، وموسيقى الموجة الجديدة، والروك الجامعي، والجاز، والفانك، والموسيقى الشعبيَّة الإيرانيَّة، والموسيقى الشعبيَّة البرازيليَّة، والهيب هوب. من التأثيرات الموسيقيَّة التي أخصَّها مكريا بالذكر على وجه التحديد كل من هانك ويليامز، وتوم زي، وفرقة غولدن غيت كوارتيت الغنائيَّة، وفرقة سلاي أند ذا فاميلي ستون. تشتهر الفرقة بثلاثة أشياء وهي بروز عزف ديفور على الترومبت، وكلمات أغاني مكريا الساخرة والتهكميَّة، وغنائه الرتيب الساخر بطريقة مفاجئة يحسبها المرء جديَّة. كانت الطريقة التي يعزف فيها ديفور على الترومبت نابعة من رغبة مكريا بوجود آلة لحنيَّة ثانيَّة تواكب إحدى الأغاني التي ألَّفها.

## أعضاء الفرقة

### أعضاء حاليون
- فينس ديفيور – ترومبت، لوحة المفاتيح، ميلوديكا، إيقاع إضافي، غناء مساعد (1991–الآن)
- جون مكريا – غناء رئيسي، غيتار صوتي، بيانو، أورغن، فيبراسلاب (1991–الآن)
- تود روبر – طبول، غناء مساعد (1994–2001، 2016–الآن)
- شان مكوردي – غيتار رئيسي، غناء مساعد (1997–الآن)
- دانيال مكالوم – غيتار البيس، غناء مساعد (2016–الآن)

### أعضاء سابقون
- غريغ براون – غيتار رئيسي، أورغن، غناء مساعد (1991–1997)
- فرانك فرينش – طبول، غناء مساعد (1991–1994)
- شون ميكفيزل – غيتار البيس، غناء مساعد (1991)
- غيب نيلسون –غيتار البيس، غناء مساعد (1992–1994، 1997–2015)
- فيكتور دامياني – غيتار البيس، غناء مساعد (1994–1997)
- بيت مكنيل – طبول، غناء مساعد (2001–2004)
- باولو بالدي – طبول، إيقاع، غناء مساعد (2004–2015)
- كيسي ليبكا – غيتار البيس، غناء مساعد (2016–2018)

## الديسكوغرافيا
| السنة | الألبوم (الاسم الأصلي)  | الألبوم (نقحرته بالعربية) |
| ----- | ----------------------- | ------------------------- |
| 1994  | Motorcade of Generosity | "موتركيد أوف جينراستي"    |
| 1996  | Fashion Nugget          | "فاشن ناغيت"              |
| 1998  | Prolonging the Magic    | "برولونغينغ ذا ماجيك"     |
| 2001  | Comfort Eagle           | "كومفورت إيغل"            |
| 2004  | Pressure Chief          | "بريشر تشيف"              |
| 2011  | Showroom of Compassion  | "شورووم أوف كومبارسون"    |

## وصلات خارجية
- الموقع الرسمي
 (بالإنجليزية)
- CAKE في قاعدة بيانات الأفلام على الإنترنت